# Auguste Louis Petiet
Auguste Louis Petiet ou Augustin Louis Petiet (Rennes, 19 de julho de 1784 - 1 de agosto de 1858) foi um general de brigada e político francês.